# Catedral de Santos

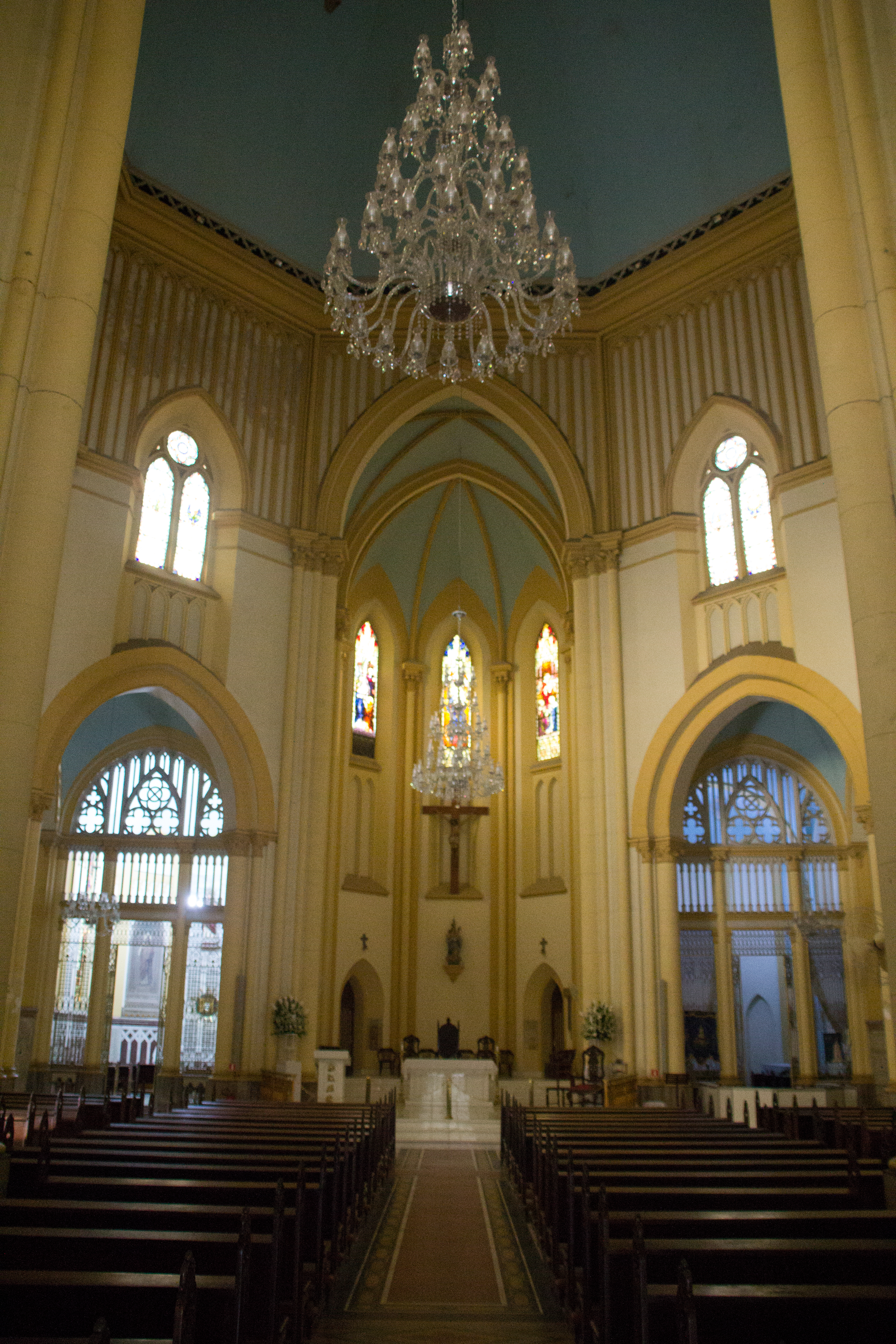
Dentro

A Catedral de Santos é um templo católico localizado na cidade de Santos, no estado de São Paulo, no Brasil. É a sede da Diocese de Santos e da Paróquia Nossa Senhora do Rosário, a mais antiga da cidade.

## História
A antiga matriz de Santos, antecessora da atual catedral, foi demolida em 1907 por estar em avançado estado de ruína. Em 1909 começou a construção da nova matriz - o atual templo - segundo o projeto do arquiteto alemão Maximilian Emil Hehl, professor da Escola Politécnica de São Paulo. Hehl projetou uma igreja em estilo neogótico, em voga na época, com uma cúpula sobre o transepto em estilo renascentista. De maneira geral o projeto é semelhante ao da Catedral de São Paulo, projetada pelo mesmo Hehl.
A igreja, ainda inacabada, foi inaugurada provisoriamente em 1924, com uma missa celebrada por D. Duarte Leopoldo e Silva, arcebispo metropolitano. Em 1925 foi criada a Diocese de Santos pelo Papa Pio XI, e a matriz foi elevada a catedral. As obras da igreja só estariam prontas em 1967.
A entrada da catedral está guardada por estátuas de São Pedro e São Paulo, enquanto que a alta torre é decorada com estátuas de profetas e os quatro evangelistas. No interior, vitrais alemães contam a vida de Nossa Senhora. Na capela do Santíssimo Sacramento há três afrescos de Benedito Calixto representando Noé, o sumo-sacerdote Melquisedeque e Cristo com os discípulos de Emaús. A capela de Nossa Senhora de Fátima guarda uma imagem da santa trazida de Portugal. 
A catedral possui ainda uma cripta em que estão enterrados os bispos Dom Idílio José Soares e Dom David Picão além de sacerdotes, possui também lóculos para todo o povo. 